# Euchloropus laetus
Euchloropus laetus – gatunek chrząszcza z rodziny poświętnikowatych i podrodziny kruszczycowatych.
Gatunek ten opisany został po raz pierwszy w 1801 przez Johana Christiana Fabriciusa.
Chrząszcz o ciele długości od 18 do 23 mm. Niemal w całości ubarwiony jest jaskrawo zielono, jedynie częściowo stopy i ułożone w 6 do 8 szeregów punkty na pokrywach ubarwione są czarno. Głowa ma szerszy niż długi, mniej więcej prostokątny nadustek o prostej krawędzi, stosunkowo ostrych kątach oraz grubo punktowanej powierzchni pozbawionej żeberka środkowego. Powierzchnia przedplecza jest silnie punktowana, jednak zachowuje połysk. Zabarkowe wykrojenia na pokrywach są stosunkowo słabe.
Gatunek orientalny, znany z Indii, południowych Chin, Mjanmy, Tajlandii, Malezji oraz Indonezji.